# 6 Pułk Armat Polowych (austro-węgierski)
Pułk Armat Polowych Nr 6 (niem. Feldkanonenregiment Nr. 6) – pułk artylerii polowej cesarskiej i królewskiej Armii.
W 1914 roku pułk stacjonował w Wiener Neustadt na terytorium 2 Korpusu i wchodził w skład 2 Brygady Artylerii Polowej, a pod względem taktycznym był podporządkowany komendantowi 49 Dywizji Piechoty w Wiedniu.

## Żołnierze
Komendanci pułku
- płk Karl Wondre (1914[2])

Oficerowie
- ppłk Jan Hubischta – komendant 2. dywizjonu (1914)